# (2013) Tucapel
(2013) Tucapel es un asteroide perteneciente al cinturón de asteroides descubierto por el equipo de la Universidad de Chile el 22 de octubre de 1971 desde la estación de Cerro El Roble, Chile.

## Designación y nombre
Tucapel fue designado al principio como 1971 UH4.
Más adelante se nombró en honor del jefe araucano Tucapel.

## Características orbitales
Tucapel está situado a una distancia media de 2,29 ua del Sol, pudiendo acercarse hasta 1,773 ua y alejarse hasta 2,807 ua. Tiene una excentricidad de 0,2259 y una inclinación orbital de 7,503°. Emplea en completar una órbita alrededor del Sol 1266 días.